# Sue Lopez
Sue Lopez, née le 1er septembre 1945 à Southampton, est une footballeuse anglaise.
Membre de l'Ordre de l'Empire britannique, Sue Lopez est l'une des plus importantes figures du football féminin en Angleterre de ces trois dernières décennies. Après vingt ans de carrière en tant que joueuse, Lopez est aujourd'hui une des principales autorités et partisanes du football féminin au Royaume-Uni.

## Biographie

### Carrière de joueuse
À l'âge de 16 ans, en 1966, Lopez fait ses débuts pour Southampton. Elle est titulaire pendant vingt ans jusqu'à sa retraite en 1986. Cependant dans les années 70, quand le football féminin n'en est qu'à ses débuts, Lopez et son équipe de Southampton gagnaient trophées après trophées et dominaient la Coupe d'Angleterre.
Southampton, grâce à Sue Lopez entre autres, gagne 8 fois la coupe entre 1971 et 1983 où Lopez joue les 11 finales durant cette période. Lopez a aussi 22 sélections avec l'Équipe d'Angleterre de football féminin entre 1973 et 1979.

### Entraîneuse
À sa retraite en 1986, Lopez utilise sa vaste expérience et sa connaissance du jeu pour entraîner des joueuses. Elle obtient la licence de la FA en 1991. En 1996, elle obtient la UEFA 'A' Licence conversion. Lopez devient alors sélectionneur de l'équipe du Pays de Galles féminine. Jusqu'en 2000  Lopez a formé les coachs de la fédération anglaise.

## Reconnaissance
En 2001, Lopez devient la coach de l'année du Sunday Times. Elle reçoit aussi la médaille de l'Ordre de l'Empire britannique pour l'ensemble de son travail aux services du football féminin en 2000 et obtient le poste de Chef de la section féminine de Southampton. En 2004, Sue Lopez entre dans le Football Hall of Fame.

## Publication
En 1997, Lopez publie Women on the Ball: A guide to Women's Football, un guide de football féminin retraçant l'histoire et le développement de ce sport en Angleterre et à l'étranger.